# 兵庫県道415号和久今宿線
兵庫県道415号和久今宿線（ひょうごけんどう415ごう わくいまじゅくせん）は、兵庫県姫路市を通る一般県道である。

## 概要
姫路市網干区和久から姫路市南車崎2丁目に至る。

### 路線データ
- 起点：姫路市網干区和久（和久交差点、兵庫県道27号太子御津線交点）
- 終点：姫路市南車崎2丁目（車崎東交差点、国道2号交点）
- 総延長：10.559 km

## 歴史
- 2024年（令和6年）3月31日 - 3月29日付兵庫県告示第320号により、起点を網干駅北口から和久交差点に変更[1]。

## 路線状況
沿線の急激な宅地化や、イオンモール姫路大津の開店、JR西日本山陽本線 はりま勝原駅の開業などの影響で交通量が急激に増加していることから、警察による速度取締り重点道路に指定されている。また宮田北交差点から北河原交差点間の約3 kmにわたって、県内最長の自転車専用通行帯が整備され、2015年（平成27年）3月28日より供用開始された。
北河原交差点から春日神社前交差点間の約950 mにわたって. 自転車専用通行が設備され、2019年（令和元年）12月15日より供用開始された。

### 重複区間
- 兵庫県道516号姫路環状線（姫路市飾磨区英賀宮台・京見橋東詰交差点 - 姫路市飾磨区山崎・英賀保駅前交差点）

### 道路施設

#### 橋梁
- 宮田大橋（大津茂川、姫路市）
- 山戸橋（西汐入川、姫路市）
- 京見橋（夢前川、姫路市）
- 町坪橋（大井川、姫路市）
- 尊清水橋（水尾川、姫路市）
- 岡田陸橋（山陽本線、姫路市）

## 地理

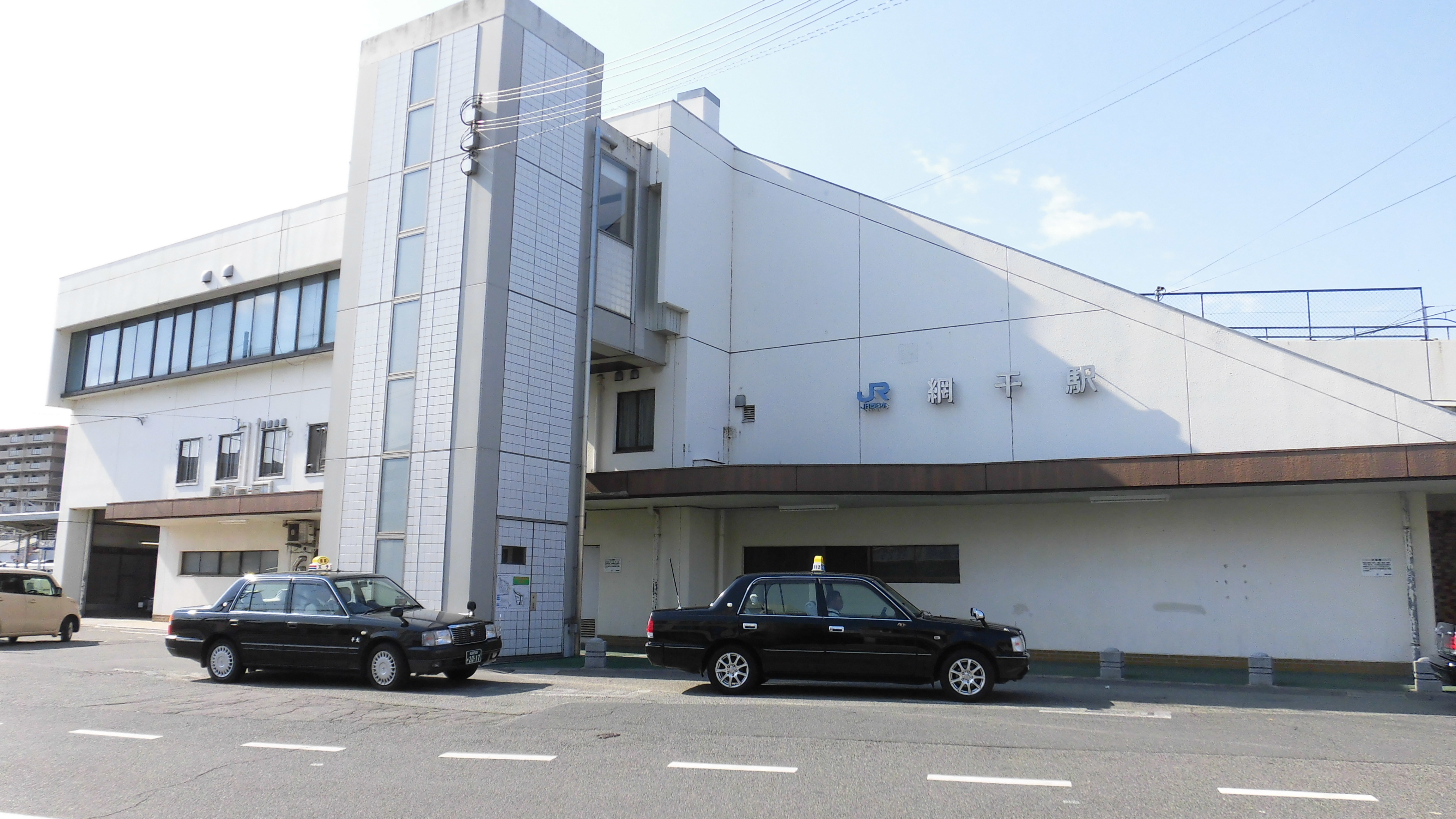
旧起点（JR網干駅北口）

### 通過する自治体
- 姫路市

### 交差する道路
| 交差する道路                                                     | 交差する場所       | 交差する場所        |
| ---------------------------------------------------------------- | ------------------ | ------------------- |
| 兵庫県道27号太子御津線                                           | 網干区和久         | 和久交差点 / 起点   |
| 兵庫県道421号大江島太子線                                        | 勝原区宮田         | 宮田北交差点        |
| 兵庫県道419号才広畑線                                            | 広畑区才           | 早瀬町北交差点      |
| 兵庫県道417号広畑青山線                                          | 広畑区北河原町     | 京見橋西詰交差点    |
| 兵庫県道516号姫路環状線 重複区間起点                             | 飾磨区英賀宮台（） | 京見橋東詰交差点    |
| 兵庫県道502号英賀保停車場線 兵庫県道516号姫路環状線 重複区間終点 | 飾磨区山崎         | 英賀保駅前交差点    |
| 兵庫県道418号付城細江線                                          | 飾磨区付城（）     | 付城交差点          |
| 国道2号 / 姫路バイパス                                           | 苫編               | 苫編交差点          |
| 兵庫県道414号田寺今在家線                                        | 町坪               | 棚田交差点          |
| 姫路市道十二所前線 / 幹第8号線                                   | 南車崎1丁目        | 車崎南交差点        |
| 国道2号                                                          | 南車崎2丁目        | 車崎東交差点 / 終点 |

### 交差する鉄道
- 山陽本線
- 姫新線
- 山陽新幹線

### 沿線
- 廣畑天満宮
- イオンモール姫路大津
- 英賀神社
- 英賀城址
- JR西日本山陽本線
  - はりま勝原駅 - 英賀保駅